# بريغهام يونغ
بريغهام يونغ (بالإنجليزية: Brigham Young) (1 يونيو 1801- 29 أغسطس 1877)، هو زعيم ديني أمريكي وسياسي ومستوطن؛ هو الرئيس الثاني لكنيسة يسوع المسيح لقديسي الأيام الأخيرة من عام 1847 حتى وفاته في عام 1877. أسس مدينة سولت ليك وكان أول حاكم لإقليم يوتا. كما قاد يونغ أسس طلائع جامعة يوتا وجامعة بريغام يونغ.
امتلك يونغ العديد من الأسماء المستعارة، من بينها اسمه الأكثر شهرة «موزس الأمريكي» (أو اسمه البديل، «موزس الحديث» أو «موزس الأمريكي»)، لأنه –بشكل مشابه لشخصية الكتاب المقدس-، قاد أتباعه -الرواد المورمونيين- في نزوح جماعي عبر البرية، إلى ما اعتبروه أرضًا موعودة. أطلق أتباعه عليه لقب «أسد الرب» بسبب شخصيته الجريئة وأطلق قديسو الأيام الأخيرة عليه عادةً لقب «الأخ بريغهام». قام يونغ بتعدد الزوجات وتزوج من 55 إمرءة، بيد أن العديد من هذه الزيجات أُعتبرت زيجات روحية. فرض يونغ حظر الكنيسة ضد منح الكهنوت على الرجال من أصل أفريقي، وقاد الكنيسة أيضًا خلال حرب ولاية يوتا ضد الولايات المتحدة الأمريكية.

## النشأة
ولد يونغ باعتباره الطفل الثامن لجون يونغ وأبيجيل «نابي» هاو -وهي عائلة زراعية- في ويتنغهام، فيرمونت. انتقلت أسرته عندما كان في الثالثة من عمره إلى ولاية نيويورك لتستقر في شيربرن، نيويورك. انتقل في سن الثانية عشرة مع والديه إلى أوريليوس، نيويورك بالقرب من بحيرة كايوجا. توفيت والدته عندما كان عمره أربعة عشر عامًا بسبب مرض السل. بعد ذلك انتقل مع والده إلى تايرون، نيويورك.
أجبره والده على مغادرة المنزل في سن السادسة عشرة. عمل لأول مرة في مهن صغيرة ثم تدرب على يد جون سي جيفريز في أوبورن، نيويورك. عمل نجارًا ثم أضاف التزجيج والطلاء إلى عمله. تعود ملكية أحد المنازل التي ساعد يونغ في طلائها في أوبورن إلى إيليا ميلر، الذي أصبح فيما بعد مقر إقامة وليام سيوارد. أصبح المنزل الآن متحفًا محليًا. كما ادعى السكان المحليون أن يونغ هو من وضع غلاف الموقد لهذا المنزل. مع بداية الكساد في عام 1819، طرد جيفريز يونغ من التدريب المهني فانتقل إلى بورت بايرون بولاية نيويورك.
انتقل يونغ إلى الكنيسة الميثودية الإصلاحية في عام 1824؛ وذلك بعد فترة من القراءة العميقة للكتاب المقدس. أصر يونغ عند انضمامه إلى الميثوديين على أن يعمد بالغمر بدلًا من التعميد بالرش كما كان دراجًا عندهم.
تزوج يونغ لأول مرة في عام 1824 من ميريام أنجيلين ووركس، التي قابلها في بورت بايرون. عاشوا في البداية في منزل صغير غير مطلي متاخم لمصنع الدلاء، والذي كان في ذلك الوقت مكان توظيف يونغ الرئيسي. انضم يونغ في بورت بايرون أيضًا إلى جمعية مناظرة. انتقلت العائلة إلى أوسويغو، نيويورك، على شواطئ بحيرة أونتاريو بعد وقت قصير من ولادة ابنتهما الأولى. انتقلوا لاحقًا إلى ميندون، نيويورك في عام 1828. كان معظم إخوة يونغ منتقلين بالفعل إلى ميندون، أو فعلوا ذلك بعد فترة وجيزة من انتقاله إلى هناك؛ ومن هذه المنطقة بدأت صداقته مع هيبير سي. كيمبول. عمل يونغ نجارًا وشارك وبنى المنشرة التي عمل بها. في عام 1832، توفيت ميريام وانتقل يونغ وابنتاه الصغيرتان إلى منزل كيمبول وزوجته فيليت.
انطلاقًا من هذه النقطة في حياته، هجر يونغ بجميع نواياه ومقاصده الميثودية المصلحة، وأصبح باحثًا عن المسيحية، غير مقتنع بإيجاده لكنيسة تتمتع بالسلطة الحقيقية ليسوع المسيح. في وقت مبكر من عام 1830، تعرف يونغ على كتاب المورمون من خلال نسخة حصل عليها شقيقه فينهاس من صموئيل إتش. سميث. في عام 1831، جاء خمسة من المبشرين من حركة قديسي الأيام الأخيرة (إليزر ميلر، وإيليال سترونغ، وألفيوس جيفورد، وإينوس كورتيس، ودانييل بوين) من فرع الكنيسة في كولومبيا، في ولاية بنسلفانيا للتبشير في مندون. كان عامل الجذب الرئيسي لتعاليم هذه المجموعة بالنسبة ليونغ هو ممارستهم للهبات الروحية. حصل هذا جزئيًا عندما سافر يونغ مع زوجته وكيمبال لزيارة فرع الكنيسة في كولومبيا بولاية بنسلفانيا.
جُذب يونغ إلى الكنيسة الجديدة بعد قراءته لكتاب المورمون. التحق رسميًا بكنيسة المسيح في 14 أبريل 1832، إذ عمّده إليزر ميلر. أُسس فرع للكنيسة في مندون، وكان يونغ أحد المبشرين المنتظمين للفرع. وسرعان ما وسع منطقته لنشر إنجيل كنيسة يسوع المسيح، وسافر إلى الجنوب الغربي متجهًا إلى وارسو ونيويورك وإلى الجنوب الشرقي باتجاه مختلف المدن على طول بحيرة كانانديجوا. بعد ذلك بفترة وجيزة، رأى يونغ ألفيوس غيفورد يتحدث بعدة لغات وردًا على ذلك، تحدث يونغ أيضًا بلغة غير معروفة. في نوفمبر 1832، سافر يونغ مع كيمبول إلى كيرتلاند، أوهايو وزار جوزيف سميث. خلال هذه الرحلة، تحدث يونغ بلغة عرفها سميث بأنها «اللغة الآدمية».
في ديسمبر 1832، ترك يونغ بناته مع كيمبول وانطلق في مهمة مع أخيه جوزيف، إلى كندا العليا، بشكل رئيسي باتجاه ما يُعرف الآن باسم كينغستون، أونتاريو. في وقت لاحق وسعوا نطاق تبشيرهم ليشمل مدنًا مختلفة على طول الشاطئ الشمالي لبحيرة إيراي. عادوا إلى ميندون في فبراير 1833. بعد بضعة أشهر، انطلق يونغ مرة أخرى في مهمة مع شقيقه جوزيف، وسافر هذه المرة إلى شمال نيويورك ثم إلى أونتاريو الحديثة.
انتقل يونغ إلى كيرتلاند، أوهايو في صيف عام 1833. التقى هناك بماري آن آنجل وتزوجا في 18 فبراير 1834. في كيرتلاند، واصل يونغ التبشير، وفي الواقع التقت ماري آن بيونغ لأول مرة من خلال سماعها له أثناء التبشير. استأنف يونغ العمل في بناء المنازل. في مايو 1834، أصبح يونغ عضوا في معسكر زيون. سافر إلى ولاية ميزوري وكان جزءًا من المعسكر هناك حتى حُل في 3 يوليو 1834. بعد عودته إلى كيرتلاند، ركز يونغ على أعمال النجارة الخاصة بمعبد كيرتلاند واستعد أيضًا لولادة طفله الثالث -ابنه الأول- جوزيف أ. يونغ. تواجدت ماري آن بشكل كبير من أجل بنات يونغ بمفردها أثناء حملها بطفلها الأول بينما كان يونغ مسافرًا في معسكر زيون. شارك يونغ في تعليم البالغين في كيرتلاند بما في ذلك الدراسة في فصل اللغة العبرية تحت إشراف جوشوا سيكسياس.

## روابط خارجية
- بريغهام يونغ على موقع الموسوعة البريطانية (الإنجليزية)
- بريغهام يونغ على موقع إن إن دي بي (الإنجليزية)